# Blace (Suva Reka)
Pour les articles homonymes, voir Blace.
Bllacë en albanais et Blace en serbe latin (en serbe cyrillique : Блаце) est une localité du Kosovo située dans la commune/municipalité de Theranda/Suva Reka et dans le district de Prizren/Prizren. Selon le recensement de 2011, elle compte 3 357 habitants.

## Histoire
Dans le village, la maison d'Ibrahim Rama remonte au XIXe siècle ; elle est proposée pour une inscription sur liste des monuments culturels du Kosovo.

## Démographie

### Évolution historique de la population dans la localité
| 1948  | 1953  | 1961  | 1971  | 1981  | 1991  | 2011  |
| ----- | ----- | ----- | ----- | ----- | ----- | ----- |
| 1 330 | 1 418 | 1 527 | 1 950 | 2 609 | 3 270 | 3 357 |

|  |

### Répartition de la population par nationalités (2011)
En 2011, les Albanais représentaient 99,46 % de la population.